# Jeff Loomis
Jeff Loomis (ur. 14 września 1971 w Appleton) – amerykański muzyk i kompozytor, wirtuoz gitary elektrycznej. Jeff Loomis znany jest przede wszystkim z występów w grupie muzycznej Nevermore, której był członkiem w latach 1991-2011. Wcześniej występował w zespole Sanctuary. Pod koniec lat 80. XX w. brał udział w przesłuchaniach na stanowisko gitarzysty w zespole Megadeth. Od 2008 roku prowadzi solową działalność artystyczną. 
17 listopada 2014 roku został gitarzystą deathmetalowego zespołu Arch Enemy.
Loomis jest endorserem gitar firmy Schecter, która produkuje sygnowany nazwiskiem muzyka siedmiostrunowy instrument (Schecter Jeff Loomis 7-String Signature Model). Gitarzysta używa także wzmacniacza ENGL model Savage 120 oraz przetworników gitarowych EMG 57 i 66.

## Dyskografia
Albumy solowe
| Zero Order Phase            | - Data: 22 sierpnia 2008 - Wydawca: Century Media Records | —   |                  |
| Plains of Oblivion          | - Data: 9 kwietnia 2012 - Wydawca: Century Media Records  | 179 | - USA: 4,4 tys.+ |
| "—" album nie był notowany. |                                                           |     |                  |

Minialbumy
| Tytuł                  | Dane dot. albumu                                          |
| ---------------------- | --------------------------------------------------------- |
| Requiem for the Living | - Data: 16 kwietnia 2013 - Wydawca: Century Media Records |

Albumy wideo
| Tytuł                                              | Dane dot. albumu                                  |
| -------------------------------------------------- | ------------------------------------------------- |
| Extreme Lead Guitar – Dissonant Scales & Arpeggios | - Data: 25 maja 2010 - Wydawca: Rock House Method |

Inne
| Album                                     | Rok  | Uwagi                                                | Źródło |
| ----------------------------------------- | ---- | ---------------------------------------------------- | ------ |
| God Forbid – Gone Forever                 | 2004 | gościnnie gitara w utworze "Soul Engraved"           | [ 21 ] |
| Annihilator – Metal                       | 2007 | gościnnie gitara w utworze "Clown Parade"            | [ 22 ] |
| Marty Friedman – Future Addict            | 2008 | gościnnie gitara w utworze "Burn the Ground"         | [ 23 ] |
| Warrel Dane – Praises to the War Machine  | 2008 | gościnnie gitara w utworze "Messenger"               | [ 24 ] |
| Tim "Ripper" Owens – Play My Game         | 2009 | gościnnie gitara w utworze "The Cover Up"            | [ 25 ] |
| Periphery – Periphery                     | 2010 | gościnnie gitara w utworze "Racecar"                 | [ 26 ] |
| Glen Drover – Metalusion                  | 2011 | gościnnie gitara w utworze "Mirage"                  | [ 27 ] |
| Ihsahn – Eremita                          | 2012 | gościnnie gitara w utworze "The Eagle and the Snake" | [ 28 ] |
| Ashes of Ares – Ashes of Ares             | 2013 | gościnnie gitara w utworze "Punishment"              | [ 29 ] |
| Francesco Fareri – Mechanism Reloaded     | 2013 | gościnnie gitara w utworze "Mechanism Reloaded"      | [ 30 ] |
| Mason – Warhead                           | 2013 | gościnnie gitara w utworze "Lost It All"             | [ 31 ] |
| Hannes Grossmann – The Radial Covenant    | 2014 | gościnnie gitara w utworze "The Voyager"             | [ 32 ] |
| Helstar – This Wicked Nest                | 2014 | gościnnie gitara w utworze "Isla de las Muñecas"     | [ 33 ] |
| Tony MacAlpine – Concrete Gardens         | 2015 | gościnnie gitara w utworze "Square Circles"          | [ 34 ] |
| Ghost Ship Octavius – Ghost Ship Octavius | 2015 | gościnnie gitara w utworze "Pendulum"                | [ 35 ] |

## Filmografia
| Tytuł                                   | Rok  | Rola        | Uwagi                                                        | Źródło |
| --------------------------------------- | ---- | ----------- | ------------------------------------------------------------ | ------ |
| "The Owen Hart Foundation: A Look Back" | 2014 | jako on sam | film dokumentalny, reżyseria: Martha Hart, James A. Sinclair | [ 36 ] |